# Chlamys
Genre

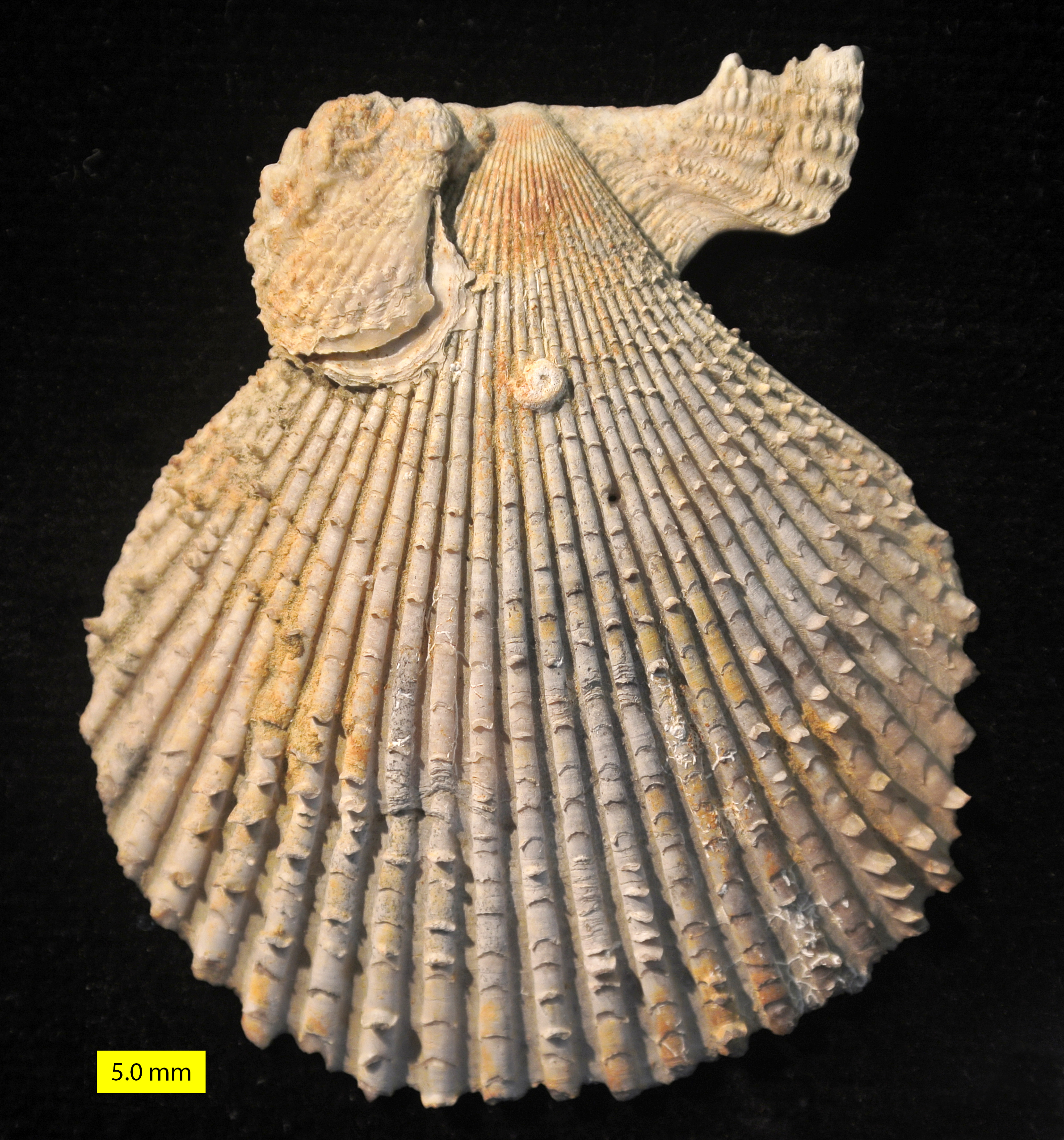
Pliocene Chlamys.

Chlamys est un genre de mollusques bivalves. Il vit dans de l'eau marine.

## Noms vernaculaires
- Pétoncle
- Peigne
- Vanneau

## Liste des espèces
- Chlamys albida (Arnold, 1906)
- Chlamys albolineata  (Sowerby, 1887) — Japon
- Chlamys alli  Dall Bartsch Rehder, 1938 — Hawaï
- Chlamys amandi  Hertlein, 1935 — Chili
- Chlamys andamanica  Preston, 1908 — Île Maurice, La Réunion
- Chlamys asper † (Sowerby, 1847) Skwarko, 1994
- Chlamys aspera (Lamark, 1819)
- Chlamys asperrima  (Lamarck, 1819) — Australie (Sud), Tasmanie
- Chlamys asperulata  (Adams & Reeve, 1850) — Japon, Corée
- Chlamys australis  (Sowerby, 1847) — Australie (Sud-Ouest)
- Chlamys behringiana (Middendorff, 1849) — Alaska
- Chlamys benedicti  Verrill & Bush, 1897 — Floride
- Chlamys bifrons  Lamarck, 1819 — Australie (Sud), Tasmanie
- Chlamys biarritzensis † (d'Arciac, 1846) - Spain
- Chlamys bezieri † (Cossmann, 1919)
- Chlamys bruei (Payraudeau, 1826) — Europe
- Chlamys bullatus  Dautz & Bavay, 1912 — Philippines
- Chlamys circularis (Sowerby, 1835) Mexique, Pérou
- Chlamys circularis aequisulcata Carpenter, 1864 — Golfe de Californie
- Chlamys coruscans  (Hinds, 1844) — Polynésie française
- Chlamys cumingii  (Reeve, 1853) — Australie
- Chlamys delicatula  (Hutton, 1873) — Antarctique, Nouvelle-Zélande
- Chlamys deliciosa  Iredale, 1939 —  Philippines
- Chlamys dichroa  (Suter, 1909) — Nouvelle-Zélande
- Chlamys dieffenbachi  (Reeve, 1853) — Nouvelle-Zélande
- Chlamys dieffenbachi suprasilis Finlay, 1928 — Nouvelle-Zélande
- Chlamys distorta (da Costa, 1778)
- Chlamys dringi  (Reeve, 1853) — Polynésie française
- Chlamys effulgens  Reeve , 1853 — Japon
- Chlamys elegantissima  (Deshayes, 1863) — Polynésie française
- Chlamys farreri  (Jones & Preston, 1904) — Japon, Corée, Chine
- Chlamys flabellum  (Gmelin, 1791) — Angola, Mauritanie
- Chlamys fultoni  Sowerby, 1904 — Mozambique
- Chlamys fulvicostatum  Adams & Reeve, 1853 — Polynésie
- Chlamys fulvicostatum luculenta (Reeve, 1853) — Australie
- Chlamys funebris (Reeve, 1853) — Australie
- Chlamys gemmulata  (Reeve, 1853) — Nouvelle-Zélande
- Chlamys gemmulata suteri Hertlein, 1933 — Nouvelle-Zélande
- Chlamys gibbus  (Linnaeus, 1758) — Brésil, États-Unis (Sud-Est)
- Chlamys glabra  (Linnaeus, 1758) — Méditerranée
- Chlamys gladysiae  Melvill, 1888 — Philippines
- Chlamys gloriosa  (Reeve, 1852) — Corée, Japon
- Chlamys gregoriensis † (Cossmann, 1919)
- Chlamys hastata (Sowerby II, 1842) — Golfe de Californie
- Chlamys hastata hericia (Gould, 1850) — Alaska, Californie
- Chlamys hirasei Bavay, 1904 — Japon
- Chlamys humilis Sowerby, 1904 — Afrique du Sud
- Chlamys imbricata (Gmelin, 1791) — Floride (Sud-Est)
- Chlamys inaequivalvis   Sowerby, 1842 — Japon, Pacifique (Ouest)
- Chlamys incantata  Hertlein, 1972 — Galapagos
- Chlamys irradians  Lamarck, 1819 — Massachusetts, New-Jersey
- Chlamys irradians amplicostatus  Dall, 1898 — Colombie, Texas
- Chlamys irradians concentricus  Say, 1822 — Louisiane, Maryland
- Chlamys irregularis  (Sowerby, 1842) — Japon, Hawaï
- Chlamys irregularis cookei  Dall Bartsch Rehder, 1938 — Hawaï
- Chlamys islandica (O.F. Müller, 1776) — Canada — Peigne islandais
- Chlamys islandica albida  (Dall in Arnold, 1906)
- Chlamys islandica erythrocomata  (Dall, 1867) — Japon
- Chlamys jordani (Arnold, 1903)
- Chlamys jousseaumei  (Bavay, 1904) — Japon
- Chlamys juddi Dall Bartsch Rehder, 1938 — Hawaï
- Chlamys kincaidi (Oldroyd, 1929)
- Chlamys larvata  (Reeve, 1853) — Japon
- Chlamys lemniscata  (Reeve, 1853) — Polynésie française
- Chlamys lentiginosa  (Reeve, 1853) — Japon, Pacifique (sud-ouest)
- Chlamys liltvedi  Wagner, 1884 — Afrique du Sud
- Chlamys liocymatus (Dall, 1925)
- Chlamys lioicus (Dall, 1907)
- Chlamys lischkei  (Dunker, 1850) — Argentine, Chili
- Chlamys livida  Lamarck, 1819  — Australie
- Chlamys lividus  Sowerby, 1842  — Japon
- Chlamys lowei (Hertlein, 1935)
- Chlamys mildredae (Bayer, 1941) — États-Unis (est)
- Chlamys mollita  Reeve, 1853, Philippines
- Chlamys multisqualida  Dijkstra, 1994 — Philippines
- Chlamys multisquamata (Dunker, 1864)
- Chlamys multistriata  (Poli, 1795) — Açores, Canaries, Méditerranée
- Chlamys munda  (Reeve, 1853) — Antilles
- Chlamys muscosus (Wood, 1828)
- Chlamys navarcha (Dall, 1898)
- Chlamys nipponensis  Kuroda, 1932  — Corée, Japon
- Chlamys nipponensis laetus Gould, — Japon
- Chlamys nivea  (Mac Gillivray, 1825) — Grande-Bretagne (Nord)
- Chlamys noronhensis  (Smith E. A., 1885) — Brésil
- Chlamys nucleus  Born, 1778 — Caraïbes, Floride
- Chlamys nux  (Reeve, 1865) — Japon, Philippines
- Chlamys opercularis (Linnaeus, 1758) — vanneau — Mer du Nord, Manche, Atlantique (nord-est), Méditerranée
- Chlamys ornata (Lamarck, 1819)
- Chlamys pallium  (Linnaeus, 1758) — Indo-Pacifique
- Chlamys parva  (Sowerby, 1835)
- Chlamys pasca  (Dall 1908) — Île de Pâques
- Chlamys patagonicus  (King & Broderip, 1832) — Chili
- Chlamys pesfelis  (Linnaeus, 1758) — Afrique (nord-ouest), Méditerranée
- Chlamys princessae  Kuroda & Habe, 1971 — Japon
- Chlamys pseudislandica MacNeil, 1967
- Chlamys purpuratus  Lamarck, 1819 — Chili, Pérou
- Chlamys quadrilirata  (Lischke, 1870) — Japon
- Chlamys rubida (Hinds, 1845) — pétoncle rose (Canada)
- Chlamys ruschenbergerii  (Tryon, 1869) — Océan Indien (nord-ouest)
- Chlamys scabricostatus  (Sowerby, 1915) — Australie (ouest)
- Chlamys sentis (Reeve, 1853) — Floride
- Chlamys septemradiatus (O. F. Müller, 1776)
- Chlamys singaporina  Sowerby, 1842 — Asie (sud-est)
- Chlamys solidulus  Reeve, 1853 — Afrique (ouest), Méditerranée
- Chlamys squamata  (Gmelin, 1791) — Japon, Pacifique (ouest)
- Chlamys squamosa  (Gmelin, 1791) — Pacifique (sud-ouest)
- Chlamys squamosa serrata  (Sowerby, 1842) — Île Maurice, La Réunion
- Chlamys strategus  (Dall 1898) — Océan Indien, Pacifique
- Chlamys subsulcata (Locard, 1898)
- Chlamys sulcata (O. F. Müller, 1776)  — Arctique, Atlantique Nord
- Chlamys swiftii  (Bernardi, 1858) — Japon
- Chlamys tehuelchus  (Orbigny, 1846) — Argentine, Brésil
- Chlamys textoria (Schlotheim, 1820) † Bajocien supérieur
- Chlamys tigerina (O. F. Müller, 1776) — Mer du Nord, Manche, Atlantique (nord-est)
- Chlamys tigris  (Lamarck, 1819)  — Polynésie française
- Chlamys tincta  (Reeve, 1853) — Afrique du Sud
- Chlamys townsendi  (Sowerby, 1895) — Océan Indien (nord-ouest)
- Chlamys tranquebarica  Gmelin, 1791 — Océan Indien
- Chlamys varia  (Linnaeus, 1758)  — Mer du Nord, Manche, Atlantique (nord-est), Méditerranée
- Chlamys ventricosus  (Sowerby, 1842) — Brésil
- Chlamys vesiculosus  Dunker, 1877 — Japon
- Chlamys wainwrightensis Mac Neil, 1967 — Alaska
- Chlamys wihelmina  (Bavay, 1904)  — Polynésie française
- Chlamys zelandiae  (Gray, 1843) — Nouvelle-Zélande